# Eutichide
Eutichide (in greco antico: Εὐτυχίδης?, Eutychides; Sicione, ... – ...; fl. 300 a.C. circa) è stato uno scultore e pittore greco antico, allievo di Lisippo e attivo intorno al 300 a.C. circa, soprattutto come bronzista.

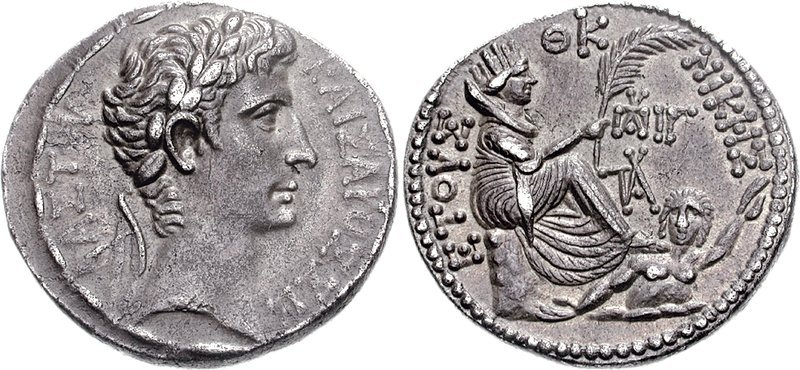
Tetradracma d'argento, zecca di Antiochia.

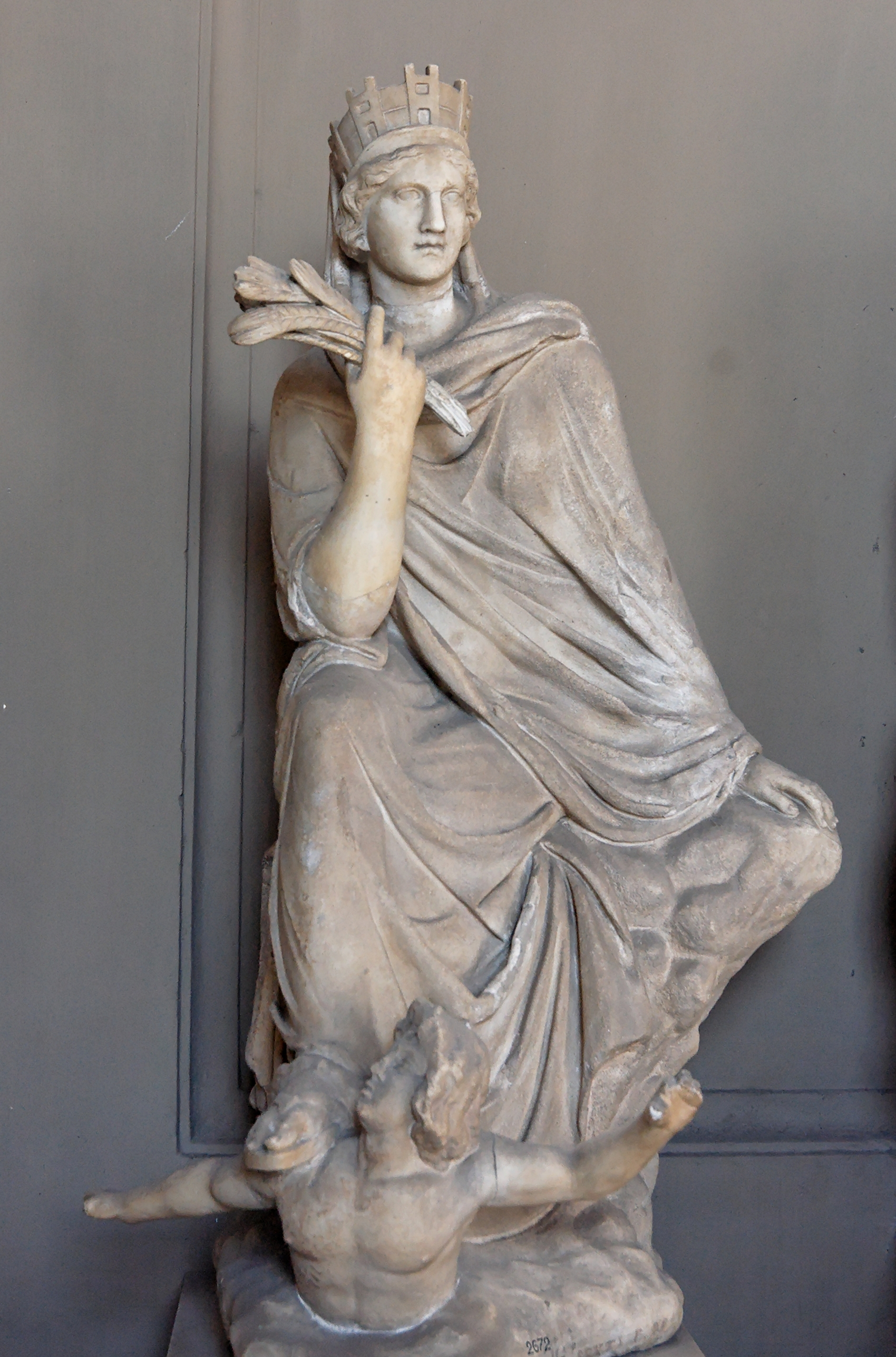
Tyche di Antiochia. Roma, Musei vaticani.

La data entro la quale Plinio indica il floruit di Eutichide (la 121ª Olimpiade) corrisponde alla commissione che egli dovette ricevere per la creazione della statua commemorativa della fondazione di Antiochia. L'opera ci è nota attraverso riproduzioni su gemme, monete e opere di toreutica, grazie alle quali è stato possibile identificarla in alcune copie di epoca romana: tra queste la statuetta marmorea ai Musei vaticani. La Tyche, personificazione della città, era un colosso bronzeo ed era rappresentata seduta su una roccia con ai piedi il fiume Orontes. Doveva essere una figura potente e monumentale, dotata di un ritmo chiuso e spiraliforme, movimentato dalle pieghe del manto, dall'incrociarsi delle gambe e dalla torsione del busto.
Gli si attribuiscono anche una statua del fiume Eurotas (Nat. hist., XXXIV, 78), descritta anche in un epigramma della Antologia palatina (IX, 709), la statua di un atleta fanciullo vincitore a Olimpia (Pausania, VI, 2, 6), un Dioniso confluito in seguito nella collezione di Asinio Pollione  (Nat. hist., XXXVI, 34) e il dipinto di una Nike su una quadriga (Nat. hist., XXXV, 141).